# Джансугуров, Ильяс
Илья́с Джансугу́ров (каз. Ілияс Жансүгіров; 5 мая 1894, Аксуская волость, Копальский уезд, Семиреченская область, Степное генерал-губернаторство, Алматинская область — 26 февраля 1938, Казахская ССР, СССР) — казахский советский общественный и государственный деятель, один из видных казахских писателей XIX-XX-века, педагог, публицист, прозаик, фельетонист, сатирик, поэт, писатель, драматург, журналист переводчик, основоположник современной казахской литературы, государственный деятель, классик казахской литературы. Казахский интеллектуал (каз.«Алаш зиялысы»). Первый председатель Союза писателей Казахстана (1934—1936). Член РКП(б). Также известен под псевдонимами Матай, Каптагай батыр и Найман баласы.

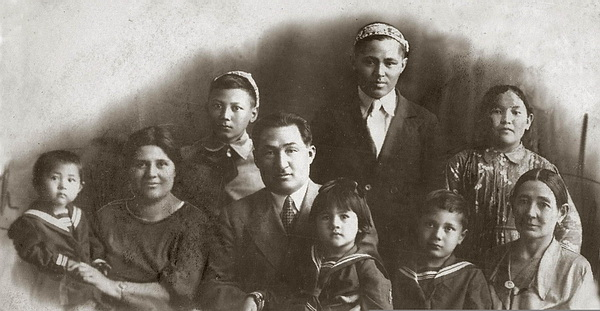
Джансугуров с семьёй. Слева направо: дочь Ильфа, супруга Фатима Габитова, Ильяс Джансугуров с дочерью Умут, приемный Азат Сулеев, тетя Фатимы Хуппижамал Жилкибаева. Второй ряд: сын Джанибек Сулеев, племянник Болатхан Ташенов, девочка-помощница. 1937 год, Алматы

Лучше всего то, что Ильяс понимает музыку всем сердцем и душой, и все его произведения завораживают читателя своим уникальным ритмом.— советский поэт, писатель, переводчик Алтайский-Королёв, Константин Николаевич

## Биография
Ильяс Жансугуров родился 1 мая 1894 года в ауле № 4 Аксуйской волости Копальского уезда Семиреченской области. Происходит из рода Матай племени Найман Среднего жуза.. Зовут отца — Жансугур Берсугурулы (1857—1932), а мать — Кокиш (?—1900).
До 1920 года он жил и рос в ауле, пас скот и занимался земледелием. В то время он не мог получить соответствующего обучения, так как в его районе отсутствовали школы. Благодаря своей жажде знаний он упорно занимался самообразованием и потому умел читать и писать на казахском. Любя народную словесность, старался освоить её и стал неплохим сказителем некоторых казахских эпосов и народных поэм. Уже в 1916 году познакомился с произведениями Абая, Шангирея, Байтурсунова, Булатова, Карашева, Шакарима Худайбердиева и прочёл все издания «Улен Китаб» казахской литературы.
После окончания краткосрочных учительских курсов в Ташкенте (1920) работал учителем, был сотрудником газеты «Тілшi» («Корреспондент»; ныне «Жетысу»).
С 1922 года заведовал институтом просвещения в Верном (Алма-Ата).
В 1925—1928 годах учился в Государственном институте журналистики в Москве.
В 1928—1932 годах — сотрудник газеты «Еңбекшi қазақ» (ныне «Егемен Қазақстан»).
В 1932—1934 годах — председатель организационной комиссии и 1-й председатель Союза писателей Казахстана. Участник Первого съезда советских писателей (1934).
С 1934 года — редактор Казполитиздата, одновременно является членом ЦИК КазАССР.
В 1937 году Жансугуров был арестован по политическому обвинению, а 26 февраля 1938 года расстрелян по приговору «тройки». Реабилитирован посмертно в 1957 году.

## Литературное наследие
Ильяс Жансугуров — поэт, драматург, прозаик, фельетонист, сатирик, журналист, переводчик.
Начал писать в 1912 году. Первые стихотворения «Сарыарқа» («Сарыарка») и «Тілек» («Пожелание») были напечатаны в журнале «Сарыарқа» в 1917 году.
Произведения «Байшұбар» («Байшубар», 1923), «Балаларға тарту» («Подарок детям», 1926) сыграли большую роль в эстетическом воспитании подростков. В 1928 году был издан первый сборник произведений «Сағанақ» («Саганак»). Поэмами «Күй» («Кюй», 1929), «Күйшi» («Кюйши», 1934) проявил себя знатоком казахской музыки.
Поэма «Құлагер» («Кулагер», 1937) стала классикой казахской литературы. Привлекательные образы героев, тонкий лиризм, превосходные образцы 11-сложного казахского стиха позволяют назвать «Құлагер» жемчужиной казахской поэзии. Герой поэмы — Акан серы, певец и поэт XIX века. Жансугуров обращается к одному из самых трагических эпизодов из жизни Акана серы, когда завистники погубили его любимого иноходца — Кулагера, победившего в байге. Кроме того, Кулагер может считаться поэтической энциклопедией кочевников благодаря подробным этнографическим описаниям.
Рукопись поэмы «Кулагер» была безвозвратно утеряна при аресте поэта, номера газеты «Социалистик Казахстан», где она печаталась, были изъяты из библиотек. Но после реабилитации Жансугурова эту подборку номеров газеты принёс семье Сапаргали Бегалин, 20 лет хранивший её зашитой в подушке. Поэма была сразу включена в готовившийся к изданию первый однотомник поэта.
Жансугуров — автор пьес «Кек» («Месть», 1931), «Турксіб», «Исатай — Махамбет» (1936).
Его фельетоны и сатирические рассказы «Сөз Қамысбаевқа!» («Слово Камысбаеву!»), «Ізет» («Честь»), «Шалгыбай» и другие были напечатаны в сборнике «Ізет».
И. Жансугуров участвовал в составлении учебников для школ и первого казахского календаря; занимался литературной критикой, подготовкой к печати произведений казахского фольклора, художественным переводом. Перевел на казахский язык произведения классиков: А. Пушкина («Евгений Онегин», две поэмы и 30 стихотворений), М. Лермонтова, Н. Некрасова, Я. Купалы, Д. Бедного, М. Горького, В. Маяковского, Г. Гейне, В. Гюго, Г. Тукая, А. Лахути. Внес заметный вклад в развитие национальной поэтической культуры, творчески развил традиции казахского устного народного творчества, поэзии Абая.
Часть архива поэта, уцелевшую при аресте, сохранил в ауле родственник жены поэта Усман Жилкибаев, а другую часть 43 года прятал следователь НКВД Голубятников, который дал органам расписку об её уничтожении. Бумаги были найдены в его доме после смерти хозяина в 1980 году. Среди них нашли роман «Ак-Билек» арестованного за пять лет до этого Жусыпбека Аймаутова, который прятал от властей сам Жансугуров.

## Память
В 1964 году в честь Ильяса Жансугурова посёлок Абакумовка был переименован в Джансугурово, позже Жансугуров.
Имя поэта носит ряд образовательных учреждений Казахстана. В 1972 году имя Ильяса Жансугурова было присвоено вновь созданному Талды-Курганскому педагогическому институту. Именем Жансугурова названы гимназия № 130 в Алма-Ате, а также школа в посёлке Жаналык, где были обнаружены массовые захоронения после расстрелов 1938 года.
В 1985 году в Талды-Кургане на пересечении улиц Абая и Ленина был открыт литературно-мемориальный музей, посвященный жизни и творчеству поэта. Перед входом в музей установлен бюст Жансугурова.
В 1994 году на пересечении улиц Жансугурова и Балапанова в Талдыкоргане был установлен памятник Ильясу Жансугурову (архитектор — Т. Досмагамбетов). В 1995 году памятник был внесён в разряд памятников республиканского масштаба.
В 1994 году в честь 100-летия со дня рождения деятеля был создан Аксуский историко-краеведческий музей имени И. Жансугурова. Музей занимает общую площадь в 280,5 кв. метров. В музее представлены 638 экспонатов, которые поделены на тематические залы: археология, природа, история, этнография, ветераны войны и труда, жизненный и творческий пути И. Жансугурова. Местоположение — Алматинская область, Аксуский район, село Аксу, ул. Эмиргали 1.
В 1990 году в улицу Жансугурова были переименованы крупные магистрали казахстанских городов — улица Кирова в Талды-Кургане и улица Белинского в Алма-Ате.
В честь Жансугурова были также переименованы улица Училищная в Нур-Султане и улица Шаумяна в Шымкенте.
Улицы Жансугурова есть в городах Текели, Урджар и ряде малых сёл Казахстана.
В г. Талдыкорган расположен музей Ильяса Джансугурова. Адрес музея: проспект Нурсултана Назарбаева, 59. 
В 2003 году был открыт Республиканский фонд Ильяса Жансугурова.
В 2019 году Банк Казахстана выпустил памятную монету 100 тенге.

## Личная жизнь
Был женат 4 раза.
- Первая жена (1912—1914) — Жамила, была вдовой его дяди (дочь местного бая)[9].
- Вторая жена (1922—1925) — Аманша Берентаева, умерла будучи беременной и с ослабленным здоровьем, не выдержала предродовых схваток, в тот момент Жансугуров был в отъезде на учёбе в Коммунистическом институте журналистики в Москве[9].
- Третья жена (1929—1931) — Фатима (Батима) Торебаева. Дети в браке: сын Саят[10] и дочь Сайра. В 1931 году Жансугуров развелся с Фатимой Торебаевой, а в 1943-м она умерла от туберкулеза[9].
- Четвёртая жена (1932—1938)[11] — Фатимa Зайнуллиновна Габитовa (нац. татарка) (1903-1968). В связи с арестом Биляла Сулеева развелась и вышла замуж за Жансугурова, а после его смерти за Мухтара Ауэзова[12].

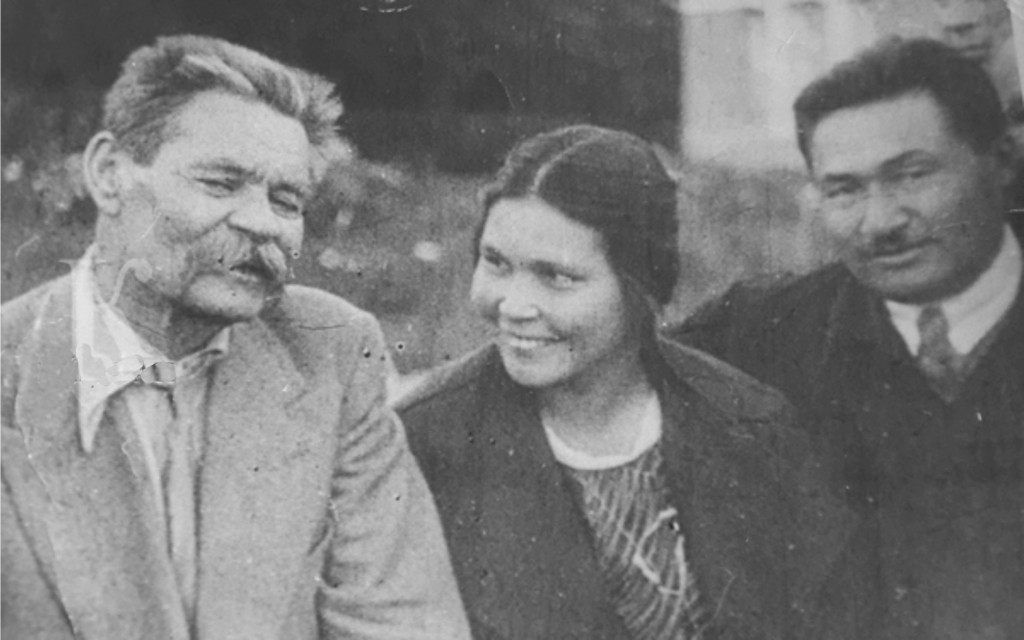
Ильяс Джансугуров и Фатима Габитова в гостях на даче у Максима Горького во время первого съезда писателей СССР.

### Дети в браке с Фатимой Габитовой
- Дочь — Умут Жансугурова (1933-1997), врач. В браке с Абдуллой Карсакбаевым имела сына Нурлана ( 1958-1985)
- Дочь — Ильфа Жансугурова-Жандосова (1935-2024) — педагог, преподаватель немецкого языка, бывший президент фонда Ильяса Жансугурова. В браке с Санджаром Джандосовым имела дочерей — Ажар, Динар, Жанар, Фатима и сына Кенена.
- Сын — Булат Ильясович Габитов-Жансугуров (1937—2004) — известный казахстанский кинодраматург. Был дважды женат. В первом браке родилась дочь Джамиля (1958), а во втором Лейла (1967) и Умиль (1971).[13][14]

### Усыновлённые дети
Ильяс Жансугуров усыновил двоих детей от брака Фатимы Габитовой с Билялом Сулеевым:
- Сын — Жанибек Сулеев (1923—1943) — погиб в Великую Отечественную войну под Смоленском
- Сын — Азат Сулеев (1930—1997) — тюрколог (переводчик с казахского на русский)

### Дети в браке с Фатимой Торебаевой
- Саят Жансугуров (1930-2021) — горняк, кандидат технических наук. У Саята две дочери Жамал (1956) и Резеда (1958)

## Сочинения
- Джансугуров И. Избранное. — Алма-Ата, Жазушы, 1984. — 272 с., 10 000 экз.